# Уивер, Джек
Джон Гарольд Уивер (англ. John Harold Weaver), также известный как Джек Уивер (англ. Jack Weaver; 1 ноября 1928 — 7 апреля 2009) — американский полицейский, сотрудник департамента шерифа округа Лос-Анджелес и спортсмен-стрелок. Изобретатель так называемой стойки Уивера, популярной при стрельбе из пистолета позы.

## Биография
Родился 1 ноября 1928 года в Калифорнии в Саут-Гейте (в свидетельстве о рождении указан Хантингтон-Парк). Единственный ребёнок в семье. Учился в средней школе имени Герберта Гувера в Глендейле. Некоторое время посещал Общественный колледж Глендейл, прежде чем был призван в Армию США. 30 августа 1952 года женился на Джой Монио (англ. Joy Moniot) в Глендейле. С 1954 года служил в полицейском департаменте шерифа округа Лос-Анджелес.
Уивер ежедневно оттачивал своё мастерство в стрельбе, иногда совершая по 100 выстрелов на стрельбище за день, если там никого не было. В конце 1950-х годов Уивер на соревнованиях по практической стрельбе стал использовать революционную по тем временам технику стрельбы, держа револьвер двумя руками и прицеливаясь с помощью открытого прицела. В те времена многие участники стреляли от бедра, следуя распространённой в вестернах моде. Подобную технику Уивер использовал на соревнованиях Leatherslap, проводимых Джеффом Купером, и выиграл их в 1959 году. Техника получила известность под названием «стойка Уивера».
Уивер входил в Юго-Западную лигу стрелков из боевых пистолетов (англ. Southwest Combat Pistol League), членами которой были ряд мастеров по практической стрельбе, в том числе и Рэй Чепмэн. Вместе с Джеффом Купером с конца 1960-х годов он стал проводить соревнования по стрельбе, используя заброшенные фермы в качестве полигонов и площадок для испытаний, а также создавая движущиеся мишени и оттачивая стрельбу из таких автомобилей, как Ford Model A 1929 года выпуска.
В отставку Уивер вышел в 1979 году, переехав в Карсон-Сити (штат Невада). Рекламой каких-либо книг или фильмов он не занимался, его хобби было коллекционирование бутылок. В марте 1982 года Уивер получил письмо, в котором утверждалось, что академия ФБР приняла на вооружение стойку Уивера как основную технику стрельбы — с удерживанием оружия двумя руками с целью уменьшения отдачи и прицеливанием через прицел и мушку. В 1994 году он написал письмо в журнал Handguns, в котором описал основную суть тренировок:

Тренируйтесь, экспериментируйте, соревнуйтесь в стрельбе, привыкайте к одному типу пистолета, одному стилю (никаких решений в последний момент) и не ждите наступления момента в перестрелке, когда выяснится, что именно у вас получается, а что — нет.
Оригинальный текст (англ.)Practice, experiment, shoot in competition, stick to one gun, one style (no last-second decisions) and don't wait until you're in a shootout to find out what works and what doesn't.

В Карсон-Сити он жил вплоть до своей смерти в 2009 году